# دبليو. واتس بيغرز
دبليو. واتس بيغرز (بالإنجليزية: W. Watts Biggers)‏ (2 يونيو 1927، أفونديل إستيتس في الولايات المتحدة - 10 فبراير 2013 في الولايات المتحدة)؛ ملحن، كاتب سيناريو وروائي أمريكي.

## روابط خارجية
- دبليو. واتس بيغرز على موقع IMDb (الإنجليزية)
- دبليو. واتس بيغرز على موقع ميوزك برينز (الإنجليزية)
- دبليو. واتس بيغرز على موقع ديسكوغز (الإنجليزية)
- دبليو. واتس بيغرز على موقع قاعدة بيانات الفيلم (الإنجليزية)